# Flughafen Kota Kinabalu

i8
i11
i13
Der Flughafen Kota Kinabalu (IATA-Code: BKI, ICAO-Code: WBKK) ist der internationale Flughafen der malaysischen Stadt Kota Kinabalu, der Hauptstadt des Bundesstaates Sabah auf der Insel Borneo.
Während des Zweiten Weltkriegs erbaute eine Militärdivision der japanischen Streitkräfte einen Flugplatz am heutigen Standort, rund acht Kilometer vom Stadtzentrum Kota Kinabalus entfernt.
2006 fertigte der Flughafen in zwei Abfertigungsgebäuden insgesamt rund vier Millionen Passagiere ab und ist damit in dieser Hinsicht der zweitgrößte Flughafen in Malaysia, nach dem Flughafen der Hauptstadt Kuala Lumpur.
Die wichtigsten Fluggesellschaften vor Ort sind Malaysia Airlines und AirAsia. Neben einem dichten Inlandsstreckennetz bedienen die beiden genannten Gesellschaften und auch ausländische Fluggesellschaften Strecken ins Ausland.

## Geschichte
Während der Invasion Borneos nahmen japanische Soldaten die Stadt Kota Kinabalu ein, die damals noch Jesselton hieß. Die japanische Besatzungsmacht ließ ein Flugfeld in der Nähe der Stadt mit einer 1300 Meter langen Graspiste errichten, um einen Stützpunkt für die japanische Luftwaffe in Nordborneo aufzubauen. Der Flugplatz wurde gegen Ende (17.–19.; 23.–25. Juli 1945) des Pazifikkrieges durch alliierte Luftangriffe mit North American B-25-Bombern schwer beschädigt.
Nach der japanischen Kapitulation Ende 1945 übernahm das Amt der Zivilluftfahrt Borneos (Department of Civil Aviation, DCA) den Betrieb des Flughafens.
Rund zwölf Jahre später erhielt der Flughafen Kota Kinabalu ein neues Abfertigungsgebäude und eine erste Asphaltbahn, die man zwei Jahre darauf um 300 Meter auf etwa 1,6 Kilometer verlängerte. Dieser Ausbau erlaubte den Einsatz von Vickers-Viscount-Flugzeugen der malaysischen Nationalfluglinie Malaysia Airways, einer Vorgängergesellschaft der heutigen Malaysia Airlines.
1963 baute man die Start- und Landebahn auf 1921 Meter aus, um größeren Comet 4-Maschinen den Betrieb in Kinabalu zu ermöglichen.
Ende der 1960er Jahre beauftragte man ein britisches Unternehmen mit der Ausarbeitung eines Ausbauplans (Master Plans) für den bestehenden Flughafen bis ins Jahr 2000 und darüber hinaus. Diesen Plan mit der Empfehlung der Verlängerung der bestehenden Piste, um Flugzeuge bis zur Größe einer Boeing 707 aufnehmen zu können, legte man der malaysischen Regierung vor. Des Weiteren hielten die Untersuchungen den Bau eines neuen Abfertigungsgebäudes und die Modernisierung der Flugsicherheit und Navigation für nötig.
Während Anfang der 1960er Jahre nur rund 33.500 Passagiere abgefertigt wurden, waren es am Ende der Dekade schon über eine Viertelmillion Fluggäste jährlich.
Im darauffolgenden Jahrzehnt wurde das neue Fluggastgebäude, das heutige Terminal 1, eingeweiht. Im Betriebsjahr 1980 wurden erstmals mehr als eine Million Passagiere abgefertigt.
1992 übernahm die neugeschaffene malaysische Flughafen-Betreibergesellschaft Malaysia Airport Holdings Berhad den Betrieb des Flughafens. In den darauffolgenden Jahren wurde das Terminal 1 mehrfach ausgebaut und renoviert, wobei man auch fünf Fluggastbrücken installierte und die jährliche Passagierkapazität auf 2,5 Millionen anhob.
2006 begann ein größeres Ausbauprogramm, das den ganzen Flughafen betraf. Im Zuge dieser Expansion übergab der malaysische Premierminister Dato' Seri Abdullah bin Ahmad Badawi am 1. Januar 2007 das grundrenovierte alte Abfertigungsgebäude unter der neuen Bezeichnung Terminal 2 an die Öffentlichkeit.
Die Kosten des Ausbauprogramms belaufen sich auf rund 1,2 Milliarden malaysische Ringgit (250 Mio. Euro); die Bauarbeiten sollen bis April 2009 abgeschlossen sein.
Im Juni 2022 wurde bekannt gegeben, dass der Kota Kinabalu International Airport (KKIA) von Petagas nach Kimanis verlegt werden soll, nachdem der staatliche Investitionszweig Qhazanah Sabah Bhd ein Memorandum of Understanding (MoU) mit Berjaya Land Bhd unterzeichnet hat. Der vorgeschlagene Standort würde etwa 59 km von der Stadt Kota Kinabalu entfernt liegen.

## Flughafengelände

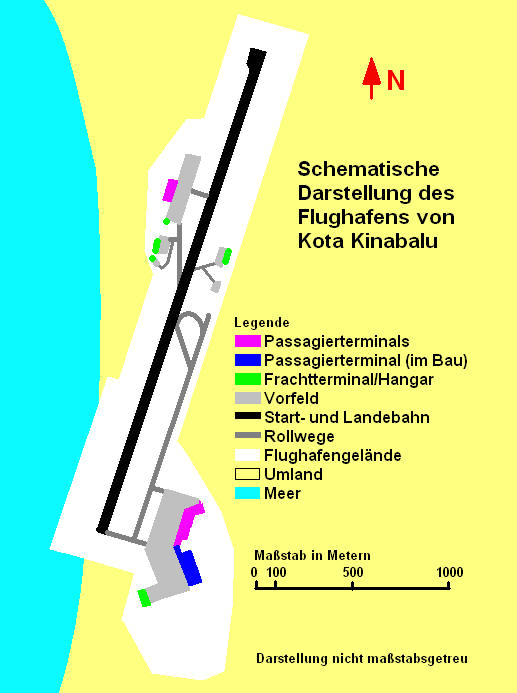
Schematische Darstellung des Flughafengeländes

Das etwa 200 ha große Flughafenareal erstreckt sich länglich entlang der einzigen Start- und Landebahn und misst in seiner Nord-Süd-Ausdehnung rund 3300 Mal 500 Meter. Begrenzt wird es durch dichte Wohnsiedlungen im Osten und durch die Küste im Westen. Bei der letzten Bahnverlängerung wurde am südlichen Ende eine kleine Landaufschüttung ins Meer vorgenommen. Ein parallel verlaufender Rollweg (Taxiway) besteht auf einer Länge von 1,5 Kilometern östlich der Piste und soll in naher Zukunft auf deren volle Länge ausgebaut werden.
Das alte Abfertigungsgebäude (Terminal 2) befindet sich auf halber Höhe westlich der Piste, wohingegen sich das neue Terminal 1 am südöstlichen Rand des Flughafengeländes befindet.
Das Vorfeld vor dem alten Fluggastgebäude bietet Platz für bis zu sechs (vor der Erweiterung nur vier) Schmalrumpfflugzeuge, wie dem Airbus A320 der ansässigen Billigfluggesellschaft AirAsia. Diese vier Parkpositionen sind so konzipiert, dass Flugzeuge in schräger Ausrichtung zum Stehen kommen und ohne Push-Back-Hilfen in einem Wendekreis wieder auf die Rollbahn zurück gelangen können. Dies ermöglicht eine weitere Reduzierung der Flughafengebühren für Billigfluglinien. Neben dem Terminal 2 befinden sich zwei Hangars, die wie das Vorfeld durch zwei gemeinsame Rollwege mit der Hauptbahn verbunden sind.
Das Rollfeld im Süden ist an die Hauptrollbahn angeschlossen, weitaus großflächiger und kann bis zu sieben Schmalrumpfflugzeuge und ein Großraumflugzeug, wie z. B. eine Boeing 747, gleichzeitig aufnehmen. Darüber hinaus finden weitere fünf Propellermaschinen Platz. In zwei Hangars können Schmalrumpfflugzeuge gewartet werden.
Dichte Wohnsiedlungen grenzen das Flughafenareal zu fast allen Seiten hin ein. Deshalb kann eine flächenmäßige Expansion nur in Richtung Meer erfolgen.

## Passagierabfertigungsgebäude

### Terminal 1
Das Terminal 1, das größere der beiden Abfertigungsgebäude, befindet sich am südöstlichen Rand des Flughafengeländes. Bis zu 2,5 Millionen Passagiere jährlich können in dem mehrstöckigen Bau abgefertigt werden. Ankommende Fluggäste werden in der untersten Ebene abgefertigt, abfliegende Passagiere in der Ebene darüber. Eine Straßenzufahrt besteht auf beiden Ebenen. Der Verkehr wird in das Straßennetz von Petagas in der Nähe Kepayans eingefädelt.
Das bestehende Gebäude birgt keine besonderen architektonischen Elemente. Es ist mit vier Fluggastbrücken ausgestattet, um eine schnelle Abfertigung der Flugzeuge zu gewährleisten.
Momentan unterzieht man das Gebäude einem massiven Ausbau, der bis ins Jahr 2008 andauern wird. In diesem Zusammenhang wird das nördliche Ende des Gebäudes umgebaut und auf die Anforderungen von Schmalrumpfflugzeugen zugeschnitten, während auch sechs gebäudenahe Parkpositionen für Turboprop-Maschinen erbaut werden. Die wichtigste Erweiterung stellt jedoch die Errichtung eines völlig neuen Abfertigungsgebäudes mit vorgelagertem Pier dar. Diese werden sich leicht angewinkelt an den bestehenden Teil anschließen, sodass das Terminal 1 nach Beendigung der Bauarbeiten neun Millionen Passagiere pro Jahr abfertigen kann und insgesamt über zwölf gebäudenahe Flugzeugparkpositionen mit Passagierbrücken verfügt. Fünf dieser Parkpositionen sind für Großraumflugzeuge, einige sogar für den Airbus A380 ausgelegt, den Malaysia Airlines gelegentlich nach Kota Kinabalu einsetzen wird.
Die Baukosten der Erweiterung des Terminal 1 betragen rund 700 Millionen malaysische Ringgit (rund 120 Mio. Euro). Die Konstruktion wird von dem malaysischen Bauunternehmen WTC Engineering Berhad ausgeführt.
Wie auch das bestehende Gebäude lehnt sich die Architektur der neuen Einrichtungen keineswegs an die Kultur der lokalen Orang Asli, der Ureinwohner Borneos, an. Die neue Abflugshalle besteht aus einer Stahl-Glas-Konstruktion und wird mit einem geschwungenen Dach errichtet.

### Terminal 2

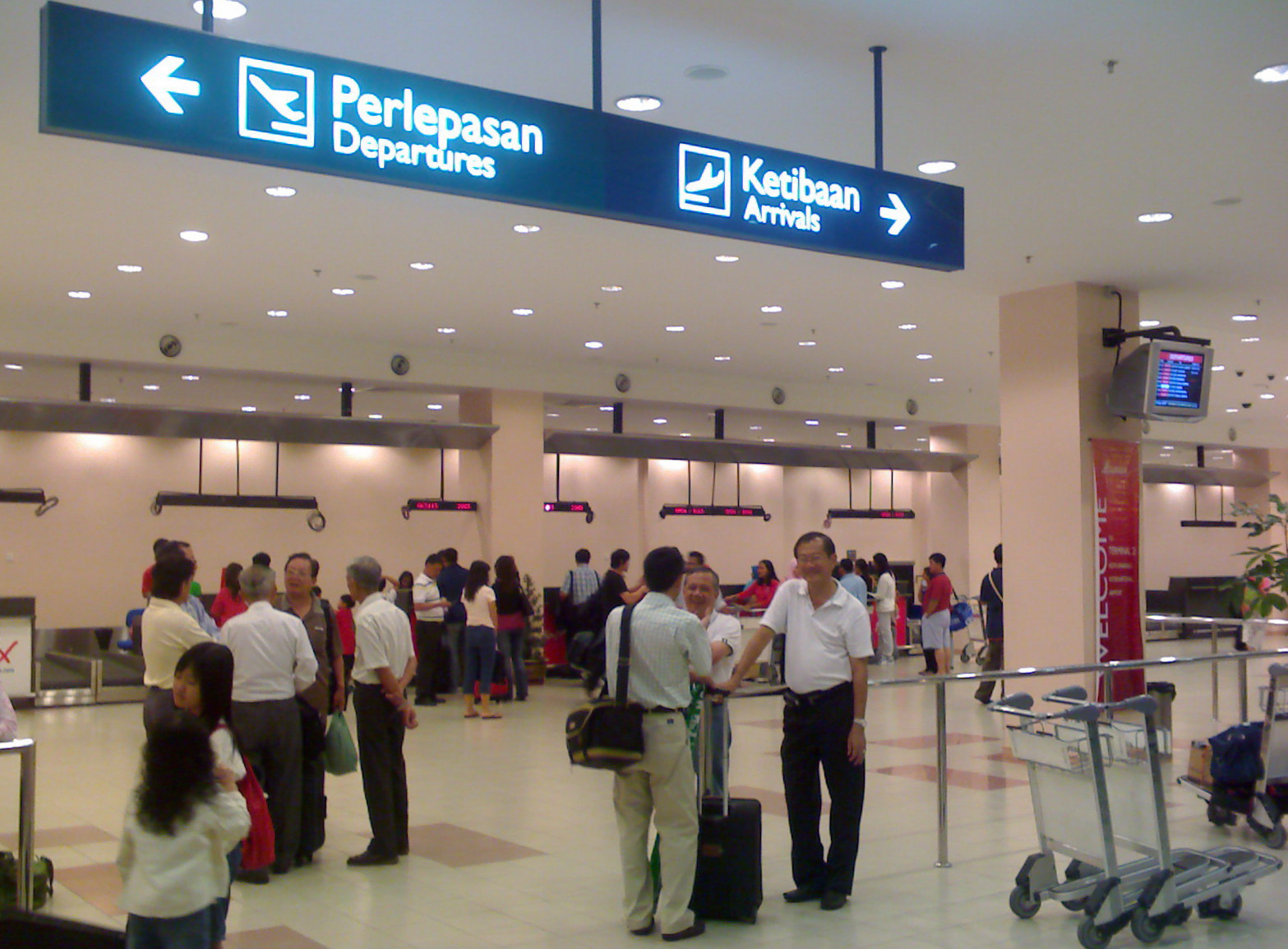
Check-in-Halle des renovierten Terminals 2

Das Terminal 2 besteht schon seit 1957, wurde aber zwischenzeitlich geschlossen und im Januar 2007 nach einer Grundrenovierung und Erweiterung durch den malaysischen Premierminister eingeweiht. Die Bauarbeiten wurden 27 Monate früher beendet als geplant. Es wurde jedoch am 1. Dezember 2015 wegen begrenzter Kapazität in ein Frachtterminal umgewandelt. Alle Flugoperationen wurden an Terminal 1 verlegt.
Obwohl das moderne Gebäude häufig auch als Low Cost Carrier Terminal bezeichnet wird, schnitt man die Einrichtungen nicht speziell auf Billigfluggesellschaften zu.
Ausgestattet war das Fluggastgebäude mit 26 Check-in-Schaltern, 13 Einreiseschaltern und sieben Gepäckausgabebändern. Die jährliche Passagierkapazität betrug nach der neuesten Erweiterung drei Millionen Fluggäste. Davor konnte lediglich eine halbe Million Passagiere pro Jahr abgefertigt werden.
Die Niedrigpreisfluglinie AirAsia war der Hauptnutzer des Terminals 2.

## Start- und Landebahn
Auch die einzige Start- und Landebahn ist vom aktuellen Ausbauprogramm betroffen. 2007 begannen die Bauarbeiten zur Verlängerung der einzigen Piste von 2988 auf 3780 Meter. Im Zuge dieser Verlängerung wird das Armenviertel Sri Tanjung an der Küste, hinter dem südlichen Flughafenzaun, geräumt und eine Landaufschüttung ins Südchinesische Meer vorgenommen.
Ziel der Bahnverlängerung ist es, dem größten Passagierflugzeug der Welt, dem Airbus 380 die Landung in Kota Kinabalu zu ermöglichen. Die malaysische Nationalfluglinie Malaysia Airlines hat sechs Exemplare dieses Flugzeuges bestellt, und der Einsatz nach Borneo scheint – zumindest gelegentlich – wahrscheinlich zu sein.
Der Bau einer zweiten Piste ist wegen der umliegenden Bebauung unwahrscheinlich und würde bei einer weiteren Landaufschüttung ins Meer sehr kostspielig werden.

## Fluggesellschaften und Flugziele
Kota Kinabalu stellt für die beiden großen malaysischen Fluggesellschaften Malaysia Airlines und AirAsia ein wichtiges Drehkreuz dar. Sie bedienen ein dichtes Streckennetz im Inland (sowohl auf der malaiischen Halbinsel als auch in Ost-Malaysia) und auch mehrere Strecken ins Ausland. Die Rennstrecke in die malaysische Hauptstadt Kuala Lumpur auf dem malaysischen Festland wird von Malaysia Airlines und durch Flüge der AirAsia bedient. Diese Route ist die aufkommensstärkste vor Ort.
Die Regionalfluggesellschaft FlyAsianXpress (FAX), ein Tochterunternehmen der AirAsia, entwickelte sich nach der Übernahme der Regionalrouten in Borneo von Malaysia Airlines zu einem weiteren Betreiber vor Ort. Sämtliche Strecken wurden am 1. August von MASWings, einer Tochtergesellschaft der Malaysia Airlines übernommen. Die anfallenden Verluste auf diesen Strecken werden von der malaysischen Regierung übernommen.